# 9-та повітряна армія (СРСР)
Дев'́ята пові́тряна а́рмія (9 ПА) — авіаційне об'єднання, повітряна армія військово-повітряних сил СРСР під час радянсько-японської війни.

## Історія
Сформована 15 серпня 1942 на підставі наказу НКО СРСР від 27 липня 1942 на базі ВПС 1, 25 і 35-й загальновійськових армій Далекосхідного фронту.
До її складу увійшли 32-га, 249-та і 250-та винищувальні, 33-тя і 34-та бомбардувальні, 251-ша і 252-га штурмові авіадивізії.
З 20 квітня 1945 включена в Приморську групу військ, в серпні посилена 19-м бомбардувальним корпусом дальної авіації і включена до складу 1-го Далекосхідного фронту.
У війні з Японією 9-та повітряна армія брала участь у Харбіно-Гіринській операції. Бойові дії розпочала 9 серпня бомбовими ударами по військових об'єктах в районах міст Чанчунь і Харбін, силами 32-ї і 250-ї винищувальних, 251-ї і 252-ї штурмових авіадивізій здійснювала авіаційну підтримку 1-ї Червонопрапорної і 5-ї армій при прориві оборони противника.
З 10 по 17 серпня підтримувала наступ військ 1-го Далекосхідного фронту на Харбін і Чанчунь, сприяла військам фронту в оволодінні Хутоуським і Дуннінським укріпленими районами і розгромі муданьцзянського угрупування противника. З 18 серпня армія забезпечувала висадку десантів на аеродроми Харбіна, Гірина, Яньцзі, Вонсана (Гензан), Хамхина (Канко) тощо.
За період бойових дій 9-та повітряна армія зробила понад 4400 літако-вильотів.

## Склад
- 32 винищувальна авіаційна дивізія (вад) (08.42 — до кінця війни);
- 249 вад
- 250 вад
- 268 вад;
- 269 вад (09.06.42 — 10.42);
- 33 бомбардувальна авіаційна дивізія (бад)
- 34 бад
- 251 штурмова авіаційна дивізія (шад)
- 252 шад

## Командування
- Командувачі:
  - генерал-майор авіації Сенаторов О. С. (27 липня 1942 — 18 вересня 1944);
  - генерал-майор авіації Виноградов В. А. (18 вересня 1944 — 28 червня 1945);
  - генерал-полковник авіації Соколов І. М. (28 червня 1945 — до кінця війни з Японією).
- Члени військової ради:
  - старший батальйонний комісар, з 20 грудня 1942 полковник Колотильщиков Н. М.(27 липня 1942 — 26 квітня 1945);
  - генерал-майор авіації Хоробрих Ф. М. (26 квітня 1945 — 3 вересня 1945).
- Начальники штабів:
  - полковник, з березня 1943 генерал-майор авіації Ісаев С. М. (27 липня 1942 — 28 червня 1945);
  - генерал-майор авіації Степанов А. В. (28 червня 1945 — до кінця війни з Японією).